# Petenia splendida
Petenia splendida  — вид цихлових риб, що належить до монотипового роду Petenia. 
Поширений у басейнах водоймів півдня Мексики, Гватемали і Белізу.
При утриманні в акваріумах рекомендовані умови наступні: температурний режим +26…+30 °С, твердість води не нижче 15 °dH, pH 7—7,5.